# اکووال
اکووال (به انگلیسی: Akuwal) یک منطقهٔ مسکونی در هند است که در پنجاب (هند) واقع شده‌است.